# Místo
Místo (německy Platz) je obec s 424 obyvateli v Ústeckém kraji v okrese Chomutov. V samotném Místě žije okolo 350 obyvatel. Vesnice stojí v Krušných horách v nadmořské výšce okolo 575 metrů. Vznikla v první polovině šestnáctého století jako hornická osada. Dobývání rud postupně ztrácelo na významu a většina obyvatel se začala věnovat zemědělství. Po skončení druhé světové války musela ze vsi odejít naprostá většina původních německých obyvatel, kteří byli nahrazeni přistěhovalci z různých částí Československa. K Místu patří části obce Blahuňov a Vysoká Jedle.

## Název
Původní německý název vesnice Platz znamená louka nebo volný prostor. V historických pramenech se jméno vesnice vyskytuje ve tvarech: Placz (1518), Placzs (1579), v mčko hornj Placz (1606), Platz nebo Placž (1787), Platz (1846) nebo Místo a Platz (1854). V letech 1869–1880 se obec jmenovala Město.

## Historie
První sezónní osídlení v oblasti Místa vzniklo v souvislosti s těžbou rud asi 1000 let př. n. l. V blízkosti hradu bylo nalezeno sídliště knovízské kultury.
Okolí Místa bylo ve středověku osídleno již v patnáctém století. Z roku 1449 pochází zpráva o hasištejnském hamru na zpracování rud v Prunéřovském údolí. Mikuláš z Lobkovic si v listině adresované Oldřichovi z Rožmberka stěžoval na Petra ze Šternberka, který mu hamr pobořil. Ještě v roce 1518 je zmiňována pouze louka Placz, na které bylo městečko postaveno a jejíž jméno přijalo. Stalo tak pravděpodobně po roce 1538, kdy Šebestián z Lobkovic prodal městečko Kralupy, které bylo významným obchodním centrem panství. Novým střediskem se stalo Místo. První písemná zmínka však pochází až z roku 1549 a nejstarší záznam v místecké gruntovní knize je datován rokem 1569. Roku 1606 bylo Místo označeno jako horní městečko, přestože nikdy neobdrželo žádná privilegia s hornictvím spojovaná. Bylo sice založeno s velkým obdélným náměstím, ale ještě v polovině devatenáctého století stála zástavba pouze po jeho stranách.

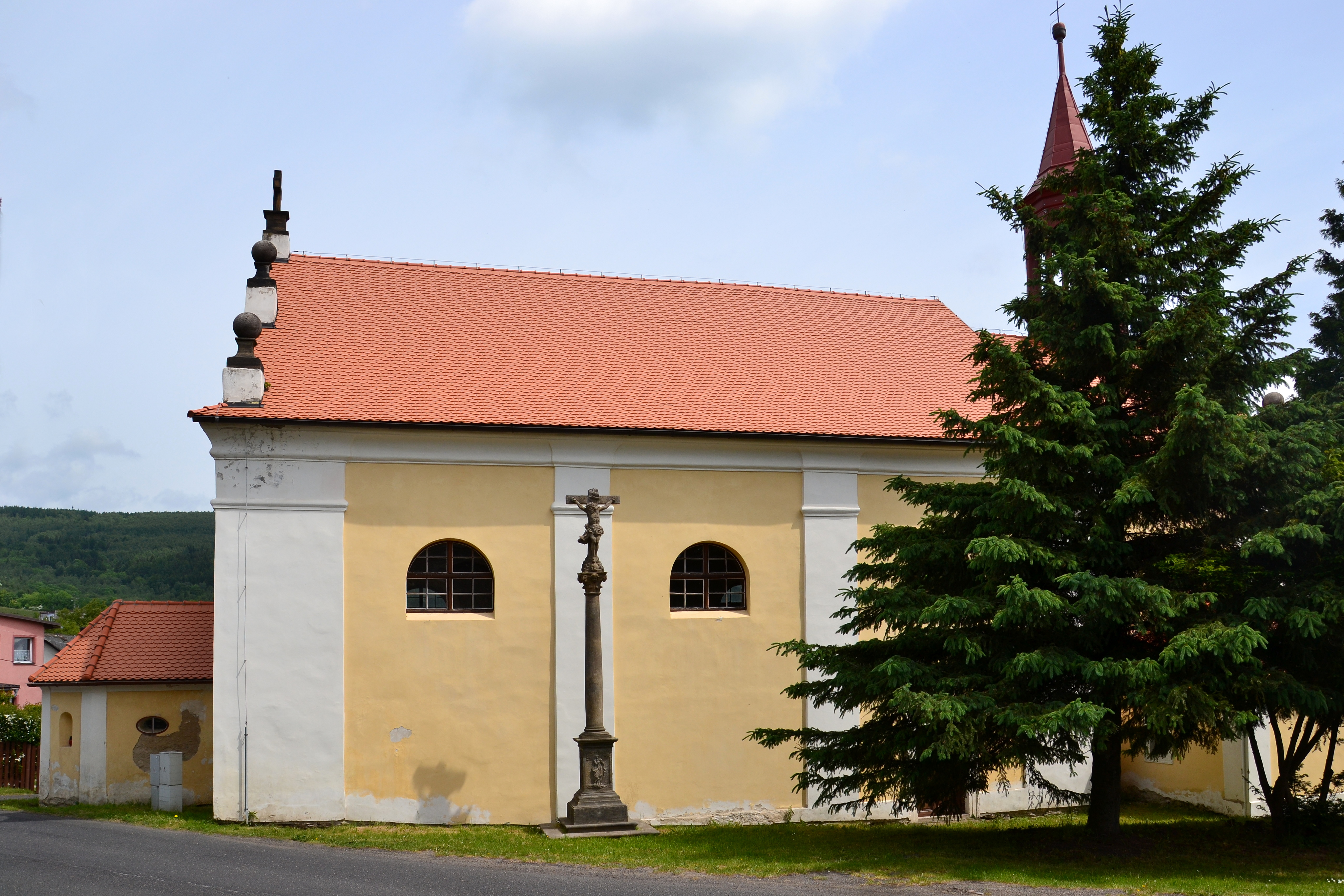
Kostel Nejsvětější Trojice

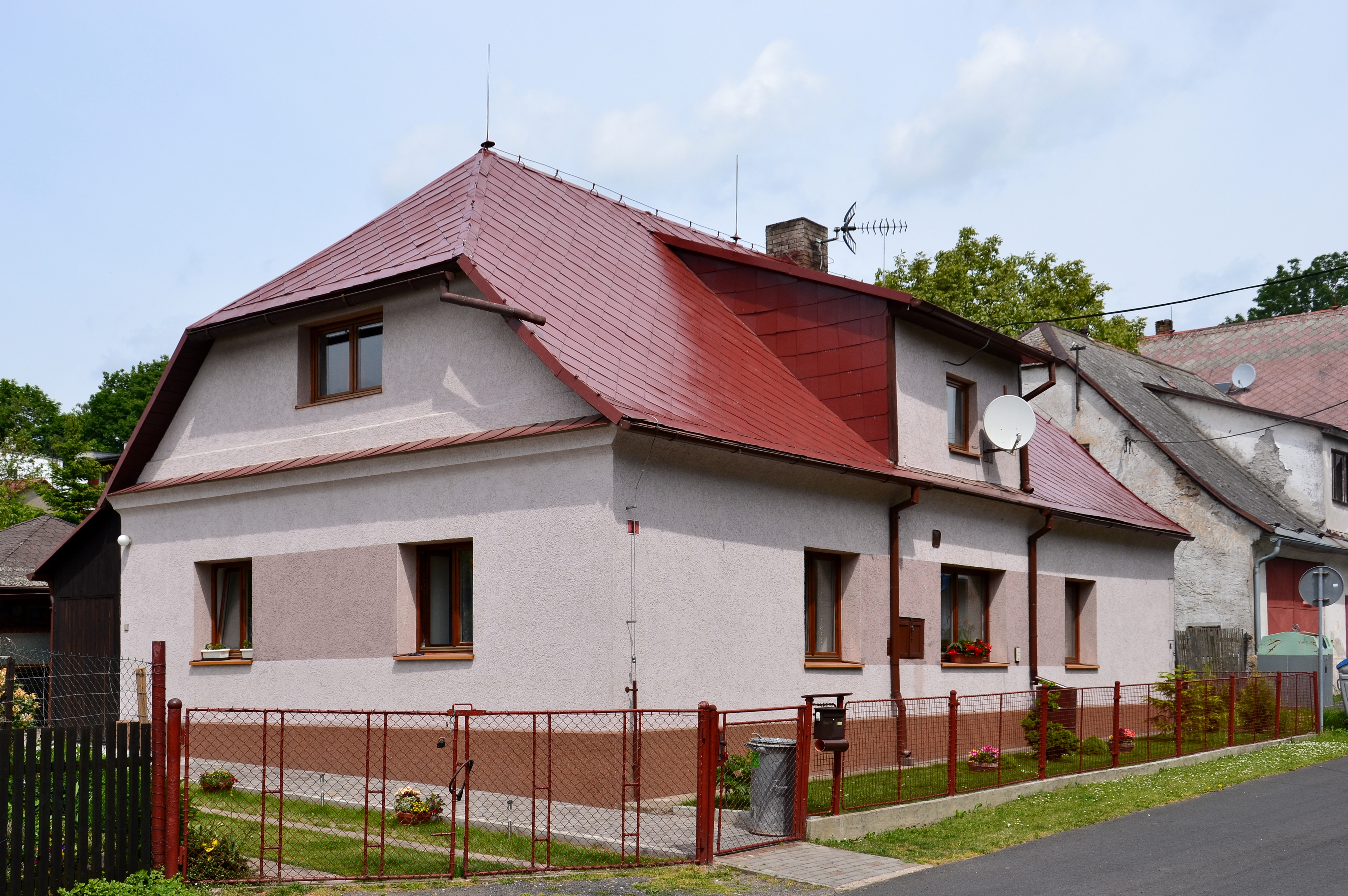
Památkově chráněný dům čp. 1

Před koncem šestnáctého století získal převážnou část hasištejnského panství císař Rudolf II., který ji roku 1606 prodal Linhartu Štampachovi ze Štampachu. V té době v Místě žilo 27 usedlíků s rodinami. Majetek Linharta mladšího byl zabaven za jeho účast na stavovském povstání, a v roce 1623 ho získal Jaroslav Bořita z Martinic. Během třicetileté války byl švédskými vojáky vypálen Hasištejn i s městečkem a kostelem postaveným na náměstí roku 1572. Válka také definitivně ukončila okolní hornické aktivity. Podle Berní ruly z roku 1654 v místě žilo pouze patnáct chalupníků a dva zahradníci bez vlastních pozemků. Jeden z chalupníků provozoval mlýn s jedním kolem, jeden měl hospodu, další se živili jako švec, zedník a tři tkalci. Dohromady jim patřilo deset potahů, 31 krav, čtrnáct jalovic, dvě prasata a dvě kozy. Kromě toho severozápadně od Hasištejna býval vápencový lom a vápenka, které fungovaly až do druhé poloviny devatenáctého století. Obyvatelé po třicetileté válce pracovali v zemědělství a v lese. Nízká úrodnost polí však způsobovala, že si museli hledat doplňkové možnosti příjmů, ke kterým patřila výroba krajek, košíků a sběr lesních plodů.
V době sedmileté války Místem prošel směrem k Hoře Svatého Šebestiána oddíl pruských vojáků, kteří ukradli všechnu místní drůbež. Nájezdy vojáků však vesnice trpěla během celé války. Do konce osmnáctého století se vesnice rozrostla. Jaroslav Schaller ve svém díle z roku 1787 uvedl v Místě 39 domů a v roce 1794 jich bylo 44 s 206 obyvateli. Časem bylo také obnoveno hornictví, protože část obyvatel pracovala na šachtách v okolí. Panský dvůr byl v té době již opuštěný a v prunéřovském údolí stály tři mlýny, dvě pily, drátovna a hamr. Na polích se kromě běžných plodin pěstoval také len a chmel. Ze lnu se v domácnostech vyráběla příze a plátno. Změnili se také majitelé vesnice. V letech 1791–1810 Místo patřilo hraběnce Marianě z Althanu, po ní až do roku 1840 byla majitelkou hraběnka Marie Anna z Firmianu a posledním šlechtickým držitelem se stal hrabě Karel Wolkenstein-Trostburg.
V letech 1838, 1848, 1880 a 1888 obec postihly požáry, při kterých shořelo po několika domech. Spolek dobrovolných hasičů byl založen až v roce 1896. O dva roky později byla postavena silnice z Ahníkova do Celné, která výrazně zlepšila do té doby špatnou dopravní dostupnost vesnice. Vodovod byl dokončen roku 1900. V budově bývalé drátovny v té době fungoval obilný mlýn, který v roce 1927 vyhořel, ale byl obnoven. Starý hamr fungoval ještě po roce 1900. Patřil Emanuelu Karschovi, který byl majitelem prunéřovského velkostatku. Předchozí majitel hamru vyráběl dřevěné uhlí, které dodával Karschovým podnikům.
Emanuel Karsch se zasloužil o rekonstrukci Hasištejna, kde otevřel restauraci. V samotném Místě nechal roku 1914 vybudovat lovecký zámeček pojmenovaný po své manželce Margaretheim. Již v následujícím roce však byl během první světové války zámeček upraven na zotavovnu pro děti ze sociálně slabých rodin. Koncem druhé světové války budova sloužila jako doléčovací nemocnice, roku 1945 jako kasárna revoluční gardy a od roku 1946 jako dětská ozdravovna.
Po skončení první světové války se místo stalo součástí nově vyhlášené provincie Německé Čechy, kterou československá armáda obsadila až koncem listopadu 1918. V roce 1920 byla obec elektrifikována. Přímo ve vsi byly dva hostince, dva obchody s potravinami, cukrárna, pekařství a řezník, v jehož skladišti se maso chladilo ledem dodávaným z Vysoké Jedle, který vydržel až do léta. Z řemeslníků a živnostníků tu pracovali jen švec, krejčí, holič a kominík. Ve třicátých letech dvacátého století byla otevřena pošta.
Po mnichovské dohodě bylo Místo 5. října 1938 obsazeno německou armádou, kterou místní obyvatelé s jásotem vítali. V průběhu války zemřelo na bojištích devět místních mužů. Po válce musela většina původních obyvatel odejít do Německa a místo nich se přistěhovalo již během roku 1945 několik desítek obyvatel z Československa. Zbořením řady starých domů Místo ztratilo historický ráz. Nový rozvoj vesnice začal až v šedesátých let dvacátého století. V dalších dvou desetiletích byly postaveny nové domy, kanalizace, upraveno náměstí, vzniklo hřiště a zemědělský areál na východním okraji vesnice.

## Obyvatelstvo
Při sčítání lidu v roce 1921 zde žilo 305 obyvatel (z toho 147 mužů) německé národnosti, kteří byli římskými katolíky. Podle sčítání lidu z roku 1930 měla vesnice 351 obyvatel: 349 Němců a dva cizince. Kromě tří evangelíků a jednoho člověka bez vyznání se hlásili k římskokatolické církvi.
|                                                                            | 1869 | 1880 | 1890 | 1900 | 1910 | 1921 | 1930 | 1950 | 1961 | 1970 | 1980 | 1991 | 2001 | 2011 | 2021 |
| -------------------------------------------------------------------------- | ---- | ---- | ---- | ---- | ---- | ---- | ---- | ---- | ---- | ---- | ---- | ---- | ---- | ---- | ---- |
| Obyvatelé                                                                  | 372  | 325  | 313  | 338  | 340  | 305  | 351  | 211  | 204  | 202  | 257  | 298  | 306  | 357  | 264  |
| Domy                                                                       | 61   | 64   | 64   | 61   | 61   | 60   | 71   | 65   | 72   | 44   | 54   | 81   | 88   | 97   | 99   |
| Data z roku 1961 zahrnují i domy z místních částí Blahuňov a Vysoká Jedle. |      |      |      |      |      |      |      |      |      |      |      |      |      |      |      |

## Obecní správa

### Místní části
Místo je od roku 1850 samostatnou obcí. Leží v Ústeckém kraji v okrese Chomutov a patří k ORP Chomutov. Kromě samotného Místa k obci patří od roku 1960 Blahuňov a nejpozději od roku 1950 Vysoká Jedle.

### Zastupitelstvo a starosta
Dne 22. května 1938 se konaly volby do obecních zastupitelstev. Z rozdělených 245 hlasů v Místě získaly 205 hlasů Sudetoněmecká strana a čtyřicet hlasů KSČ.
V místních volbách se volí devět členů obecního zastupitelstva. Ve volbách do obecního zastupitelstva na funkční období 2014–2018 byla volební účast v obci 76,94 %. Pět zvolených zastupitelů bylo členy volebního uskupení Česká nezávislá a ostatní po jednom patřili ke stranám a spolkům Občané pro rozvoj obce Místo, ČSSD, Strana Práv Občanů a Nový Sever. Starostou se stal Miroslav Bělský.

## Školství
Nejstarší zmínka o škole v Místě pochází z roku 1792. Tehdy se vyučovalo ve dvou běžných domech a nová budova pro jednotřídní školu byla postavena u kostela v roce 1797. Teprve roku 1872 je rozšířili o další třídu. V devatenáctém století ji navštěvovaly také děti z Blahuňova a Vysoké Jedle. Další školí budovu Místo postavilo roku 1875. Kromě dvou učeben se v ní nacházel také byt učitele. Běžná základní škola v Místě zanikla ve dvacátém století. V bývalém zámečku sídlí Výchovný ústav, dětský domov se školou, základní škola, střední škola a školní jídelna.

## Doprava
Místem vede jediná silnice třetí třídy č. 22322, která u Blahuňova odbočuje ze silnice I/13 a pokračuje přes Vysokou Jedli ke křižovatce se silnicí III/22321 u Celné. Ve vsi se na ní nachází dvě zastávky autobusové linkové dopravy. Nejbližší pravidelně obsluhovanou železniční zastávkou je stanice Kadaň–Prunéřov na trati Chomutov–Cheb vzdálená asi čtyři kilometry směrem na jihozápad.
Z Prunéřova vede modře značená turistická trasa na Hasištejn, odkud dále pokračuje Prunéřovským údolím k železniční zastávce Nová Ves na trati Chomutov–Vejprty. Žlutě značená trasa začíná na silnici I/13 jižně od Blahuňova a přes Kralupský vrch a Hasištejn směřuje do Úbočí. U Hasištejna začíná značená cyklotrasa č. 3003A přes Vysokou Jedli k Celné a další cyklotrasa č. 3115 je značena po silnici údolím Prunéřovského potoka podél jihozápadní hranice katastrálního území.

## Pamětihodnosti

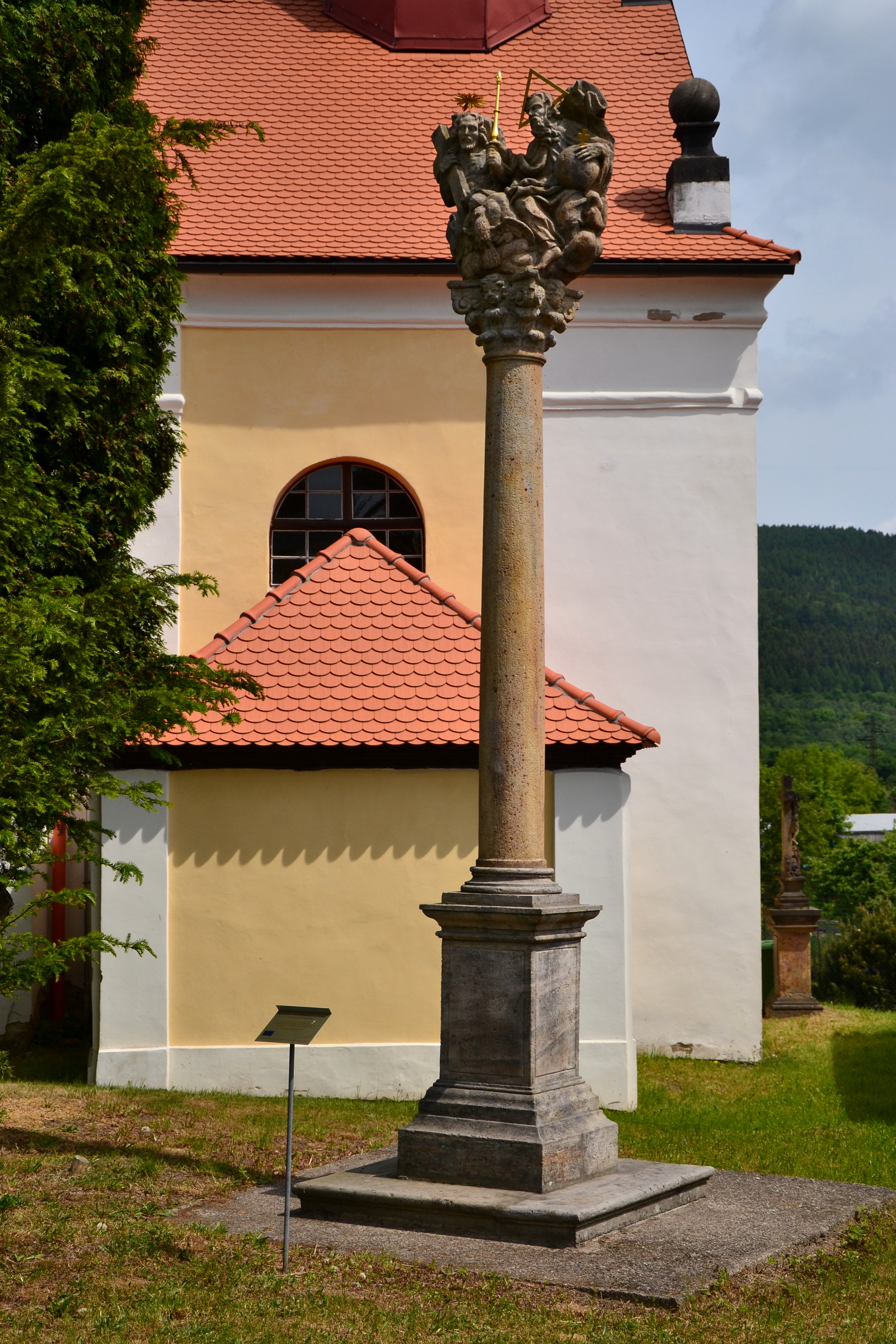
Sloup Nejsvětější Trojice u kostela stával původně na náměstí

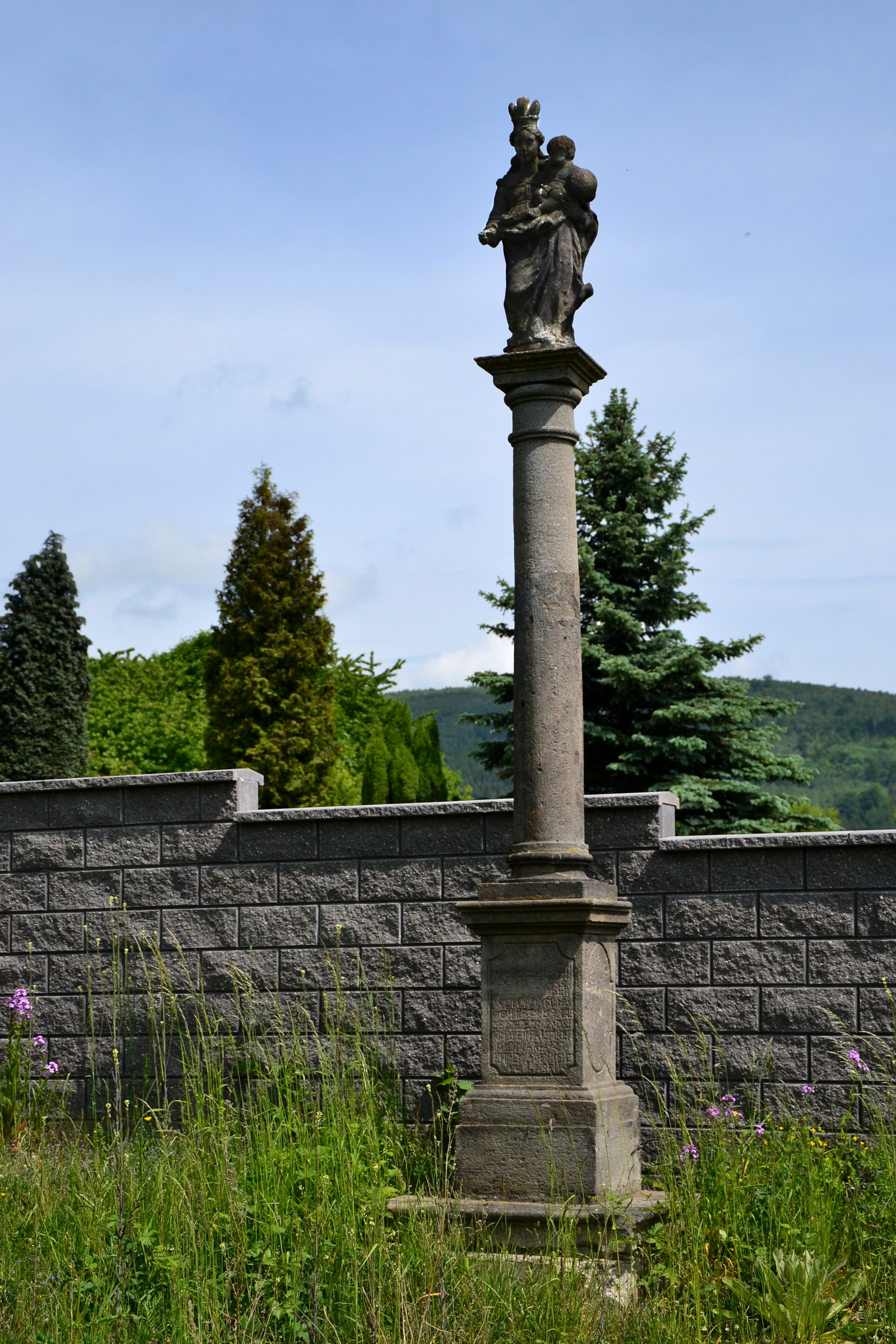
Mariánský sloup u hřbitovní zdi pochází od račického hřbitova, kde stával u cesty do Naší

V okolí vesnice se dochovaly pozůstatky dolování železné rudy a podle starších a nepotvrzených zpráv také stříbra. Jedna štola ústila u myslivny zvané Röhrl) a jiná šachta byla vyhloubena u severní zdi hřbitova. Štola u myslivny byla na krátkou dobu neúspěšně znovuotevřena v roce 1870. Drobná důlní díla se nacházela v údolí bezejmenného potoka pod Hasištejnem a ve svazích Prunéřovského údolí. Západně od zříceniny hradu bývaly povrchový lom a šachta, ve kterých se dobýval vápenec. Po šachtě se dochovala pinka.
Významnou památkou v Místě je zřícenina gotického hradu Hasištejna jihozápadně od středu vesnice. Na jihovýchodním okraji stojí barokní kostel Nejsvětější Trojice z let 1691–1692. Sochařská výzdoba hlavního oltáře pochází z dílny sochaře a řezbáře Jakuba Eberleho. Kromě toho se v Místě nachází řada drobných památek, z nichž některé byly přemístěny z vesnic, které na Chomutovsku zanikly v důsledku těžby uhlí v dole Nástup:
- barokní sloup Nejsvětější Trojice z roku 1724,
- krucifix na korintském sloupu s reliéfy Panny Marie, svatého Šebestiána, svaté Rozálie a svatého Rocha z doby před rokem 1800 (přemístěný z Kralup),
- krucifix se svatou Máří Magdalénou z doby okolo roku 1800,
- barokní socha svatého Floriána z první poloviny osmnáctého století z Kralup,
- kapličková boží muka z počátku šestnáctého století u silnice k Vysoké Jedli
- krucifix s reliéfem svatého Floriána na soklu z roku 1747,
- sokl a patka kříže z roku 1767 u bývalého mlýna v lese pod vesnicí.[41]

Další sochy svaté Barbory a svaté Kateřiny, jejichž autorem byl pravděpodobně Ulrich Creutz, se nachází v chomutovském muzeu.